# Ferdy Kauffman
Ferdy Kauffman (* 14. Juni 1878 in Anspach als Ferdinand Kaufmann; † 8. September 1938 in Berlin) war ein deutscher Musiker. Er lernte Geige und leitete später ein Rundfunkorchester. Platten mit seinen Aufnahmen wurden von His Master’s Voice und Electrola herausgegeben.